# 大阪府道・京都府道43号豊中亀岡線
大阪府道・京都府道43号豊中亀岡線（おおさかふどう・きょうとふどう43ごう とよなかかめおかせん）は、大阪府豊中市から京都府亀岡市に至る主要地方道（大阪府道・京都府道）である。

## 概要
阪急電鉄箕面駅付近より重複路線大阪府道4号茨木能勢線沿道の勝尾寺にかけては、秋の紅葉狩りシーズンに大混雑を来す。このため、秋の週末には茨木から箕面方面への一方通行規制が行われている。箕面公園内は急カーブが多く、地元ではドライブウェイとしても知られるが、道幅はあまり広くないうえにニホンザルが出没することがあり、それを見物する自動車が急カーブの先に停車していることも多く、交通事故も多発している。また、茨木市の清阪集落より清阪峠までは1車線となり、対面通行も困難な状況である。大型貨物自動車や自動二輪車は、一部区間で通行禁止になっている。起点の豊中市区間は、南北に並行する2本の道路（西側を旧道、東側を新道ということもある）が指定されており、箕面市との市境付近の陸上自衛隊豊中分屯地前で1本に合流している。

### 路線データ
- 起点：大阪府豊中市本町[3]（豊中本町南交差点＝国道176号交点）および豊中市上野東地先
- 終点：京都府亀岡市[4]（安町＝京都府道6号枚方亀岡線終点、京都府道402号王子並河線・京都府道403号亀岡停車場線交点）
- 実延長：25.1878km
  - 大阪府区間：23.575 km[5]
  - 京都府区間：1.6128 km[6]

## 歴史
本路線は、現行の道路法（昭和27年法律第180号）に基づく一般府道として、1959年（昭和34年）に大阪府が亀岡箕面線および豊中箕面線として、京都府が亀岡箕面線としてそれぞれ認定した路線を前身としている。同法同法第56条の規定に基づき、1964年（昭和39年）の第2次主要地方道指定時に主要地方道として指定され、現在の豊中亀岡線として認定された。路線番号が43となったのは1994年（平成6年）からである。

### 年表
- 1959年（昭和34年）
  - 12月1日 - 大阪府が亀岡箕面線（京都府亀岡市 - 箕面市、整理番号：6号）および府道豊中箕面線（豊中市 - 箕面市、整理番号：8号）として府道路線認定[7][注釈 1]。
  - 12月18日 - 京都府が亀岡箕面線（亀岡市 - 箕面市、整理番号：一般地方道121号）として府道路線認定[8]。
- 1964年（昭和39年）12月28日 - 建設省（現・国土交通省）が府道豊中箕面線、府道亀岡箕面線を豊中亀岡線として主要地方道指定[9]。
- 1965年（昭和40年）2月15日 - 大阪府が豊中亀岡線（豊中市 - 京都府亀岡市、整理番号：29号）として府道路線認定[10]。
- 1966年（昭和41年）3月25日 - 大阪府が府道亀岡箕面線および府道豊中箕面線を廃止[11]。同日、豊中亀岡線を区域決定および供用開始[3]。
- 1967年（昭和42年）2月10日 - 京都府が豊中亀岡線（豊中市 - 亀岡市、整理番号：主要地方道41号）として府道路線認定[4]。同日、亀岡箕面線を廃止[12]。
- 1984年（昭和59年）3月1日[要出典] - 大阪府が案内上の路線番号として7号に設定。
- 1994年（平成6年）4月1日 - 京都府が路線番号を再編（路線認定の一部改正）し、整理番号を主要地方道41号から主要地方道43号に変更[13]。同日[要出典]、大阪府も案内上の路線番号を7号[14]から43号[15]に変更して両府で統一。

## 路線状況

### 通称
- 箕面街道（起点から箕面市箕面の勝尾寺前まで）
- 勝尾寺街道（勝尾寺前から箕面市粟生間谷・府道4号茨木能勢線交点まで）
- 清阪街道（茨木市忍頂寺以北）
- みのお公園通り（国道171号から阪急電鉄箕面駅前まで）
- ロマンチック街道（豊中市内で2本に分岐している府道43号線のうち、東側の道路の少路北交差点以北の豊中市域）
- 箕面ドライブウェイ（浄水場前交差点から勝尾寺付近まで）この区間は暴走族対策及び転落事故防止のため、排気量を問わず自動二輪車は通行禁止とされている。

### 重複区間
- 大阪府道9号箕面池田線（大阪府箕面市箕面・箕面5交差点 - 浄水場前交差点）
- 大阪府道4号茨木能勢線（大阪府箕面市箕面 - 大阪府箕面市粟生間谷）
- 大阪府道110号余野茨木線（大阪府茨木市泉原 地内）
- 大阪府道109号余野車作線（大阪府茨木市忍頂寺 - 茨木市下音羽）
- 京都府道46号茨木亀岡線（亀岡市東別院町栢原前田・栢原交差点 - 亀岡市下矢田町・下矢田交差点）
- 大阪府道6号枚方亀岡線（高槻市杉生河原田 - 京都府亀岡市安町）
- 京都府道402号王子並河線（京都府亀岡市北町 - 京都府亀岡市安町）

## 地理

### 通過する自治体

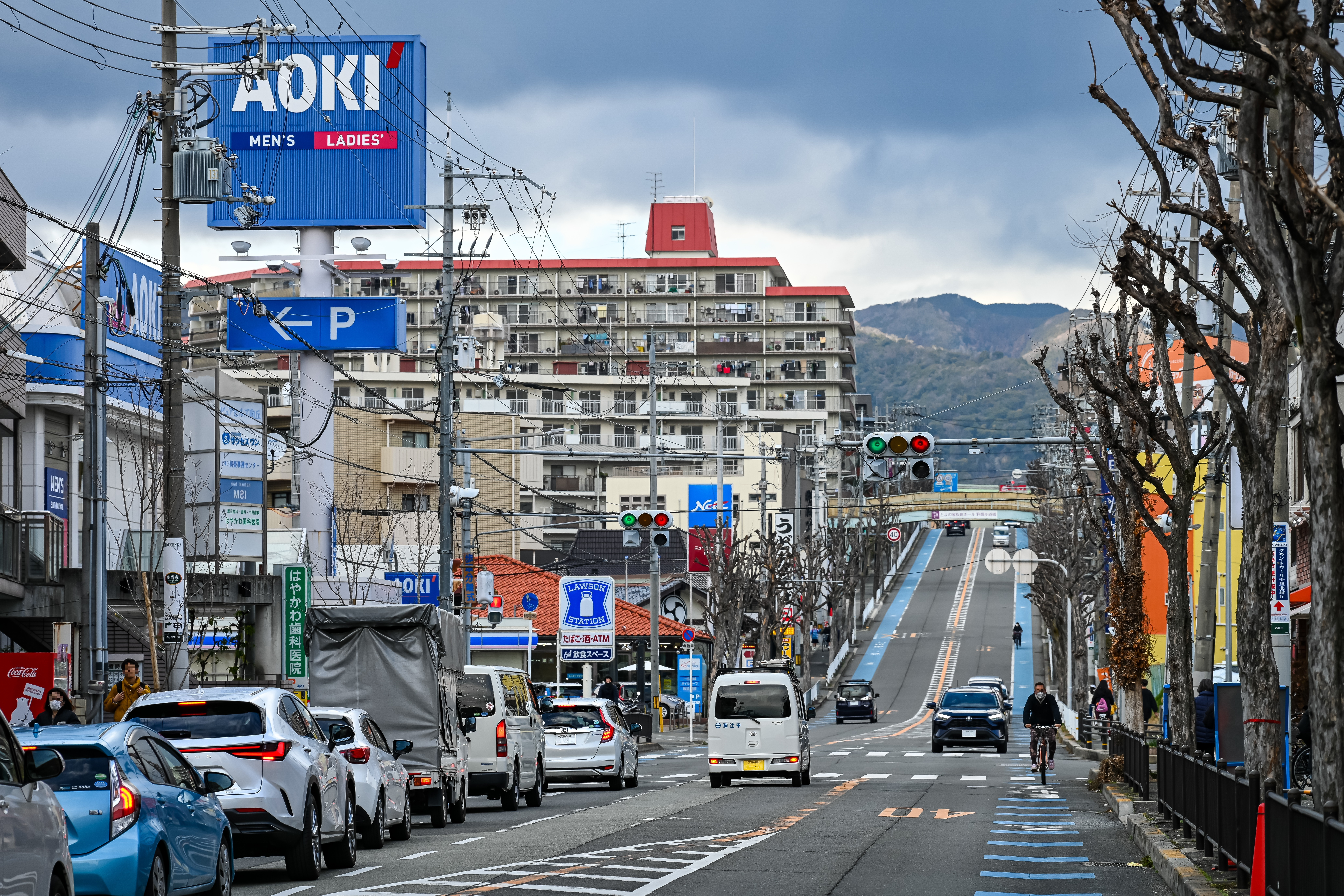
西緑丘プラザビル（豊中市西緑丘3丁目）付近から北方向を見る

- 大阪府
  - 豊中市 - 箕面市 - 茨木市
- 京都府
  - 亀岡市
- 大阪府
  - 高槻市
- 京都府
  - 亀岡市

### 交差する道路
- 国道176号（大阪府豊中市本町・豊中本町南交差点、起点）
- 大阪府道2号大阪中央環状線（大阪府豊中市桜の町南・桜の町南/桜の町北交差点）
- 大阪府道43号豊中亀岡線 別線（大阪府豊中市永楽荘）
- 国道171号（大阪府箕面市牧落・牧落交差点）
- 大阪府道9号箕面池田線（大阪府箕面市箕面・箕面5交差点）
- 大阪府道9号箕面池田線（大阪府箕面市箕面・浄水場前交差点）
- 大阪府道4号茨木能勢線（大阪府箕面市箕面）
- 大阪府道4号茨木能勢線（大阪府箕面市粟生間谷）
- 大阪府道110号余野茨木線（大阪府茨木市泉原）
- 大阪府道110号余野茨木線（大阪府茨木市泉原）
- 大阪府道1号茨木摂津線（大阪府道109号余野車作線 重複）（大阪府茨木市忍頂寺）
- 大阪府道109号余野車作線（大阪府茨木市下音羽）
- 京都府道46号茨木亀岡線（京都府亀岡市東別院町栢原前田・栢原交差点）
- 京都府道46号茨木亀岡線（京都府亀岡市下矢田町・下矢田交差点）
- 京都府道733号柚原向日線（亀岡市東別院町南掛・南掛交差点）
- 京都府道407号東掛小林線（亀岡市東別院町東掛・東掛交差点）
- 大阪府道6号枚方亀岡線（高槻市杉生河原田）終点まで重複
- 国道9号（亀岡市下矢田町・下矢田交差点）
- 京都府道402号王子並河線（京都府亀岡市北町）
- 京都府道402号王子並河線・京都府道403号亀岡停車場線（京都府亀岡市安町、終点）

別線
- 大阪府道2号大阪中央環状線（大阪府豊中市少路・少路南/少路北交差点）
- 大阪府道43号豊中亀岡線（大阪府豊中市永楽荘）

### 沿線
- 箕面公園
  - 箕面大滝
  - 勝尾寺